# Schloss Friedersdorf

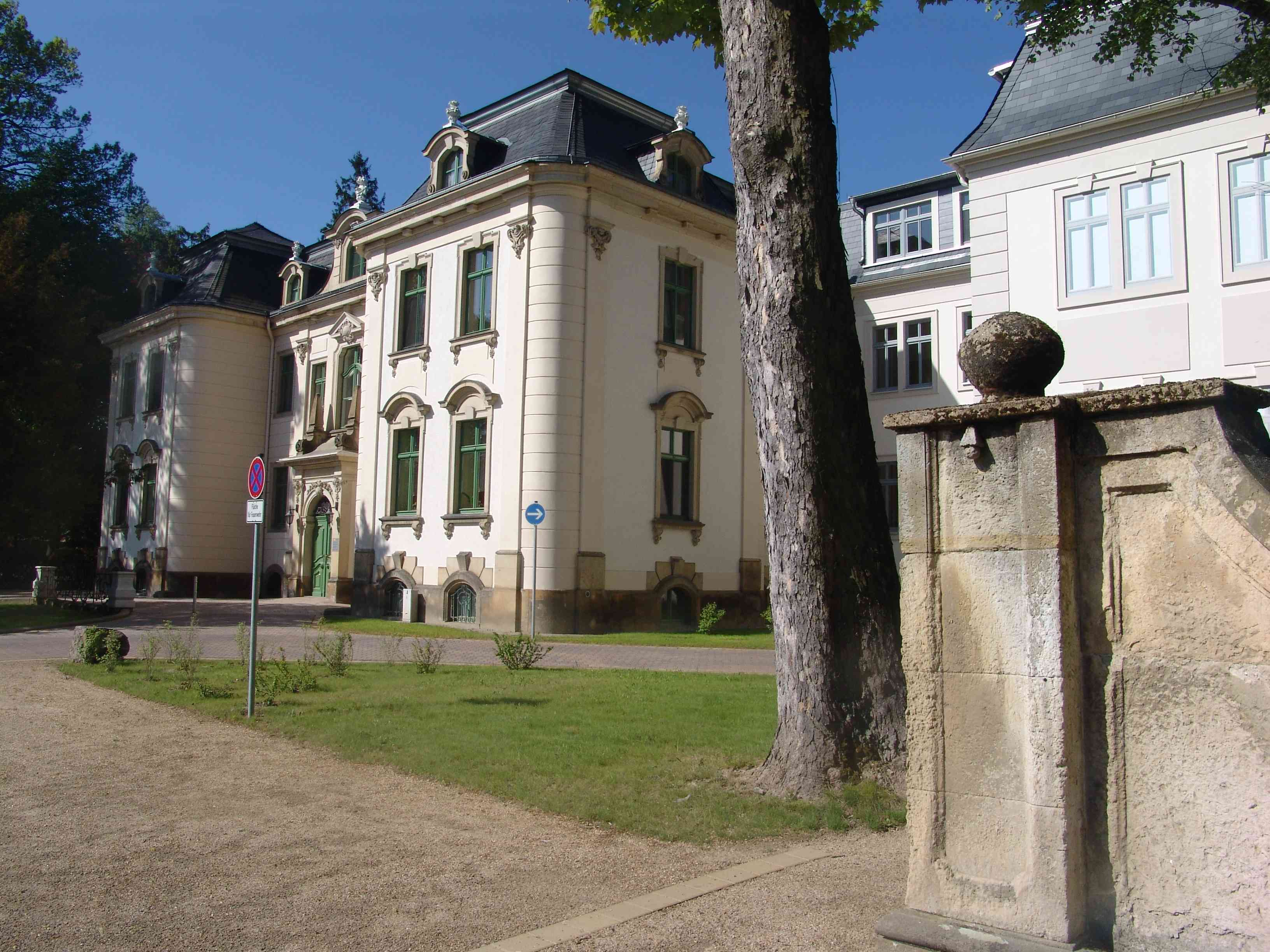
Friedersdorfer Schloss

Das Friedersdorfer Schloss befindet sich im Ortsteil Friedersdorf der ostsächsischen Stadt Neusalza-Spremberg (Landkreis Görlitz). Das als Herrenhaus des Rittergutes von Niederfriedersdorf errichtete Schloss liegt nahe dem Spreepark.

## Bau
Es wurde im neobarocken Stil mit Schmuckelementen des Rokokostil zwischen 1887 und 1889 vom königlich sächsischen Kammerherrn und Rittmeister Hans Leo von Oppell angelegt. Architekt war der Dresdner Heinrich Schubert.
Die Hauptfront des Schlosses ist dem Rittergutshof zugewandt. Der Grundriss wie die Fassade sind streng symmetrisch angelegt. Die beiden Seitenflügel sind etwas gegenüber der Mittelfront hervortretend. Ein von zwei Obelisken gekröntes Sandsteinportal stellt den Zugang an der Hauptfront dar. Über dem Mittelfenster an der Giebelverdachung ist eine Kartusche angebracht, die das Monogramm des ehemaligen Schlossherrn, die Jahresangabe „Ao. 1887.“ und den Segensspruch „Des Hauses Zier ist Einigkeit / Des Hauses Freude - Gastlichkeit / Des Hauses Glück - Zufriedenheit / Des Hauses Segen Fröm(m)igkeit.“ enthält. Ein Dacherker betont zudem die Mitte und das mit Schiefer gedeckte Mansarddach unterstreicht den herrschaftlichen Eindruck. Zahlreiche Architekturelemente überziehen den Bau. Auf der Ostseite dem sich anschließenden Park zugewandt ist eine breite Terrasse mit Freitreppe vorgelagert.
Ein moderner Anbau (geplant 2003–2004) an das Schloss auf der Nordseite, der Okt. 2004 bis Nov. 2005 errichtet wurde, sollte zurückhaltend angelegt werden. Die ausgewogene Symmetrie der Fassaden ging dabei jedoch verloren, zudem weist die Frontseite nur aufgemalte Fenster auf.

## Geschichte

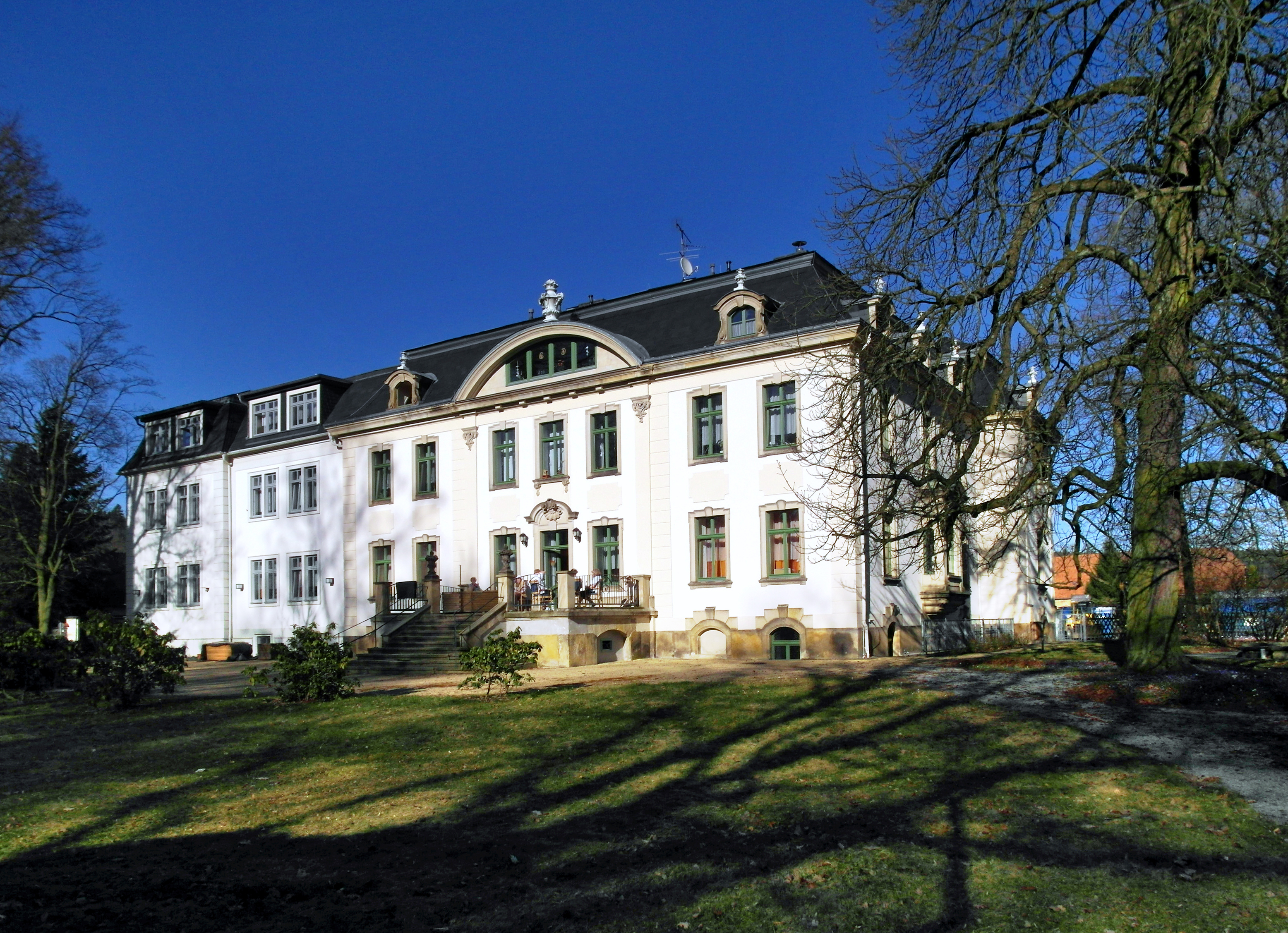
Schloss Friedersdorf, Parkseite

Das ehemalige Herrenhaus des alten Rittersitzes (erstmalig erwähnt 1392) bestand aus Fachwerk und war noch mit Holzschindeln gedeckt. Hervorgegangen war es aus einer mittelalterlichen Wasserburg, die von einem Wassergraben umgeben war.
1877 erwarb der der Sächsische Rittmeister und Königlich Sächsische Kammerherr Hans Leo von Oppell (08.08.1846–19.07.1915) das Gut von Karl Friedrich Eduard Müller.
Vorherige Besitzer:
- 1392 erste Lehnsmannen von Niederfriedersdorf Brüder Heinrich und Hans von Rawssendorf (Raussendorf), Bernhardt von Döbschicz
- 1430 Hinrich von Lotticze
- 1469–1655 Familie von Rodewitz
- 1655–1843 Familie von Leubnitz
- nach 1700 Erb- und Allodialrittergut für Gottlob August von Leubnitz
- 1843 Emilie Auguste von Schlieben, geb. von Leubnitz
- 1845 Hans Anton von Schlieben
- 1874 Karl Friedrich Eduard Müller

Die letzte Schlossherrin war die Ehefrau Marie Louise Margarethe von Oppell, geborene Freiin Dathe von Burgk, Tochter des Kommendators des Johanniterordens, Arthur Dathe von Burgk und der Marie von Mutius. Sie starb am 20. September 1944 in Friedersdorf. Erbin wurde nach dem GHdA ihre Schwiegertochter Carla von Oppel, geborene von Carlowitz, Witwe des jüngsten Sohnes der Familie, Oberst Hans-Werner von Oppell, gestorben 1944. Das alte Rittergut wurde enteignet und zwischen Neubauern 1945 aufgeteilt und das Schloss blieb unverändert erhalten. 

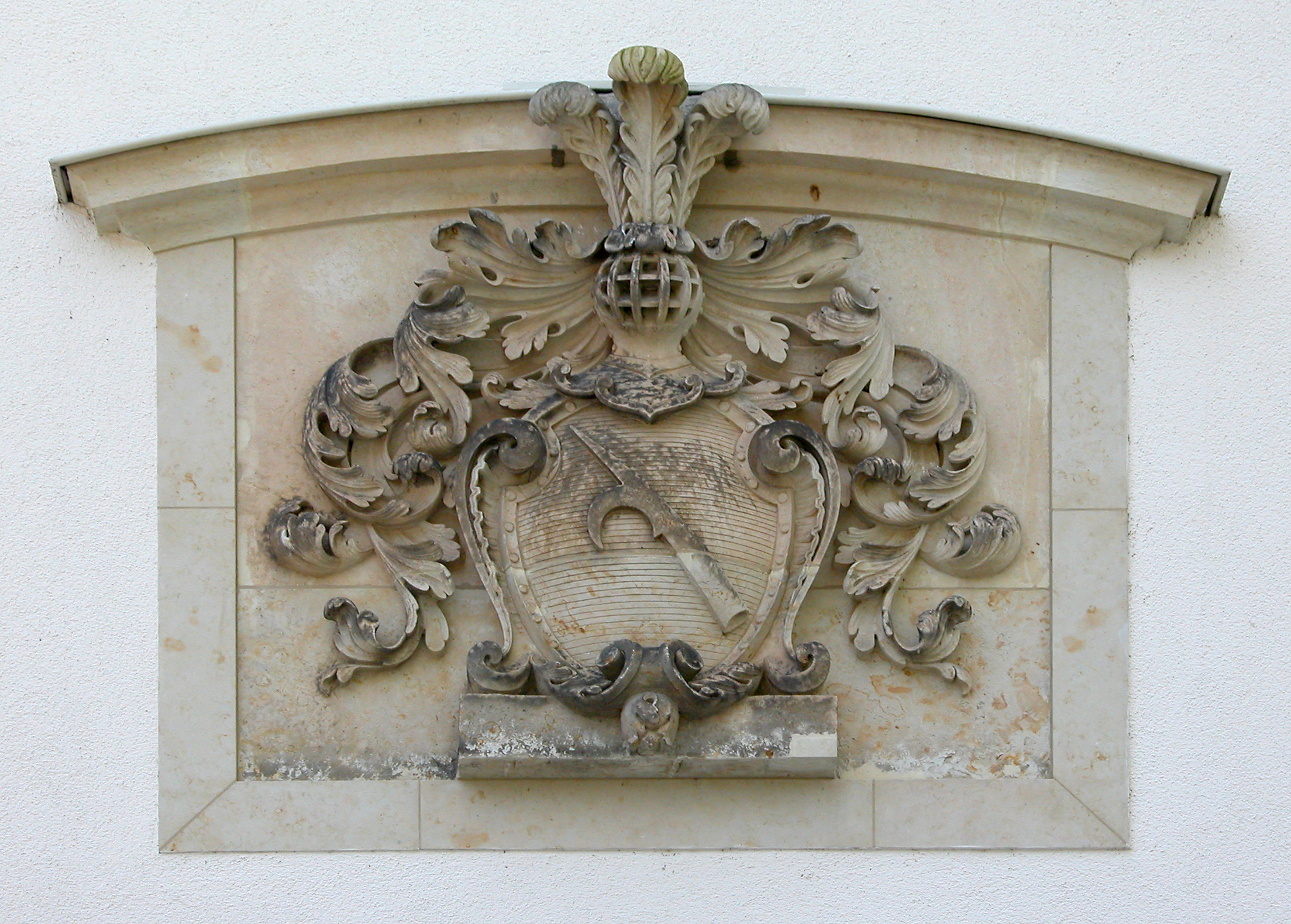
Schloss Friedersdorf. Wappen von Hans Leo von Oppell

Bis 1857 diente es als Zweigstelle der Russischen Kommandantur Ebersbach. Danach wurde das Schloss bis zum Jahr 1957 als Weiterbildungs- und Schulungsheim der CDU der DDR (Landesverband Sachsen) genutzt. Anschließend wurde die Gemeinde Friedersdorf Eigentümer. Es stand teilweise leer und wird als Kinderferienlager an ostsächsische Betriebe vermietet. Um 1960 finden umfangreiche Umbauarbeiten statt, z. B. Abriss der alten Kachelöfen, Einbau einer Schwerkraftheizung, Einbau der Küche, Erneuerung der elektrischen Anlage. 
Ab dem 1. August 1961 dient es als Alters- und Pflegeheim und wird anfänglich von der Gemeinde Friedersdorf getragen. 1967 geht es an die Vereinigten Gesundheitseinrichtungen des Kreises Löbau über. 
Nach der Wende 1992 übernahm der Arbeiter-Samariter-Bund OV Löbau e.V. das Gebäude mit Park durch einen Nutzungsvertrag mit dem Landkreis Löbau, der seit 1993 Eigentümer ist. Seit 1997 besteht ein Erbbaurechtsvertrag zwischen dem Landkreis und dem ASB OV Löbau e.V.
Im zweiten Obergeschoss werden Dokumente und Erinnerungsstücke der ehemaligen Schlossbesitzer der Familie von Oppell aufbewahrt. Besichtigungen sind nicht ohne weiteres möglich, da es den Pflegebetrieb stören würde.
Anschrift: Am Pflegeheim 4, Friedersdorf, 02742 Neusalza-Spremberg OT Friedersdorf